# Clube Oriental de Lisboa
Clube Oriental de Lisboa is een Portugese voetbalclub uit Lissabon.
De club ontstond in 1946 uit een fusie tussen Grupo Desportivo Os Fósforos, Marvilense Futebol Clube en Chelas Futebol Clube. De club pendelde lang tussen het derde en vierde niveau. In 2013 was Oriental een van de startende deelnemers in het Campeonato Nacional, een samenvoeging van Segunda Divisão en Terceira Divisão. In 2014 eindigde de club als tweede en promoveerde naar de Segunda Liga.

## Eindklasseringen
| Seizoen   | №  | Clubs | Divisie      | Duels | Winst | Gelijk | Verlies | Doelsaldo | Punten | Tsch |
| --------- | -- | ----- | ------------ | ----- | ----- | ------ | ------- | --------- | ------ | ---- |
| 2015–2016 | 23 | 24    | Segunda Liga | 46    | 9     | 14     | 23      | 47–67     | 41     | 444  |